# I Write Sins Not Tragedies
I Write Sins Not Tragedies è una canzone pop punk del gruppo statunitense Panic! at the Disco e il secondo singolo estratto dal loro album d'esordio A Fever You Can't Sweat Out. Il singolo è stato pubblicato il 27 febbraio 2006 per la prima volta, nel Regno Unito, il 27 aprile negli Stati Uniti d'America e il 30 ottobre, in una nuova versione, ancora nel Regno Unito.

## Tracce
CD singolo (Regno Unito)
1. I Write Sins Not Tragedies – 3:06
2. Nails for Breakfast, Tacks for Snacks (demo)

## Il titolo
Il titolo del brano è un riferimento al romanzo Generazione shampoo (Shampoo Planet, 1992) di Douglas Coupland nel quale il protagonista, Tyler Johnson, pronuncia la frase
(Shampoo Planet - Douglas Coupland.)

## Video musicale
Il video è stato diretto da Shane Drake e tratta di un matrimonio. Si vede come Brendon Urie "distrugge/salva" un matrimonio, interrompendo la cerimonia con un gruppo di artisti di circo e facendo capire allo sposo (Daniel Isaac) che la sua amata sposa (Jessie Preston) non è tanto brava come credeva. All'inizio si vede Brendon, vestito da direttore di circo, che racconta di come si trovasse lì per caso e di come sente due persone parlare male della sposa. Dopodiché fa irruzione in chiesa con un gruppo di artisti di strada e di circo, gli invitati sono truccati come delle maschere di carnevale. Brendon va dallo sposo e gli spiega che la sposa lo tradisce un po' con tutti, a questo punto la sposa corre fuori in lacrime, seguita da uno degli invitati (un uomo). Lo sposo viene trascinato fuori da Brendon e trova l'amata fra le braccia dell'uomo mentre i due si baciano. A questo punto Brendon e lo sposo scambiano posto, ovvero ad un tratto lo sposo veste i panni di Brendon e lo si vede fuori dalla chiesa con gli artisti che saltano e sputano fuoco attorno a lui.
Il giorno delle riprese il cantante Brendon Urie aveva la febbre a 39°.

## Formazione
- Brendon Urie – voce, chitarra e piano
- Spencer Smith – batteria
- Ryan Ross – chitarra e seconda voce
- Brent Wilson – basso